# Abbey DiGregorio
Abbey DiGregorio (* 13. Juni 1980 als Abigail V. McBride) ist eine US-amerikanische Schauspielerin und Synchronsprecherin, die vor allem durch ihre Rolle als Ling-Ling in der englischsprachigen Originalfassung der animierten US-amerikanischen Fernsehserie Drawn Together bekannt ist. Kurz nach dem Auslaufen der Serie heiratete sie im Jahre 2008 den Drehbuchautoren und Produzenten Craig DiGregorio (* 21. Januar 1977), der neben seiner späteren Frau auch in einigen Folgen von Drawn Together in seinen beiden Tätigkeiten zum Einsatz kam.

## Leben und Karriere
Über das Leben der als Abbey McBride geborenen Schauspielerin und Synchronsprecherin ist allgemein nur wenig bekannt. Ihre erste namhafte Rolle übernahm sie im Jahre 2004, als sie in den Cast der animierten Fernsehserie Drawn Together kam und dort als Synchronsprecherin für das Pikachu-ähnliche Wesen Ling-Ling agierte. In dieser Rolle war sie bis 2008 in insgesamt 36 Episoden im Einsatz und übernahm zudem noch zwei zusätzliche Stimmen. In der Serie ist sie auch für die Schaffung der speziellen Sprache von Ling-Ling verantwortlich, die die Personen, die an der mitgewirkt haben, allesamt als „Japorean“, also eine Mischung als Japanisch und Koreanisch bezeichnen. DiGregorio selbst meint, dass sie beim Sprechen eine Stimmenkombination aus einem asiatischen und einem betrunkenen und dabei Blödsinn redenden Mann imitiert. Während ihrer Zeit im Cast von Drawn Together trat Abbey DiGregorio auch in realen Film- und Fernsehrollen auf. So war sie im Jahre 2005 in einer Folge von Dr. House zu sehen und kam im gleichen Jahr auch noch im Film Verliebt in eine Hexe zum Einsatz. Einen weiteren Auftritt folgte 2006 im Film Southland Tales, in dem sie eine eher unwesentliche Rolle innehatte. Nach dem Auslaufen von Drawn Together heiratete sie im Jahre 2008 ihren Arbeitskollegen Craig DiGregorio, mit dem sie unter anderem auch ein Kind hat. Etwa zwei Jahre nach dem Ende von Drawn Together kam im Jahre 2010 die Verfilmung der Serie The Drawn Together Movie: The Movie! heraus. Auch hier leiht Abbey DiGregorio dem Pokémon-ähnlichen Wesen Ling-Ling ihre Stimme.

## Filmografie (Auswahl)
Filmauftritte (auch Kurzauftritte)
- 2005: Verliebt in eine Hexe (Bewitched)
- 2006: Southland Tales

Serienauftritte (auch Gast- und Kurzauftritte)
- 2005: Dr. House (House M.D.) (1 Folge)

Synchronrollen
- 2004–2008: Drawn Together (36 Folgen)
- 2010: The Drawn Together Movie: The Movie!